# Station Dax
Station Dax is een spoorwegstation in de Franse gemeente Dax.